# Lew Mechlis

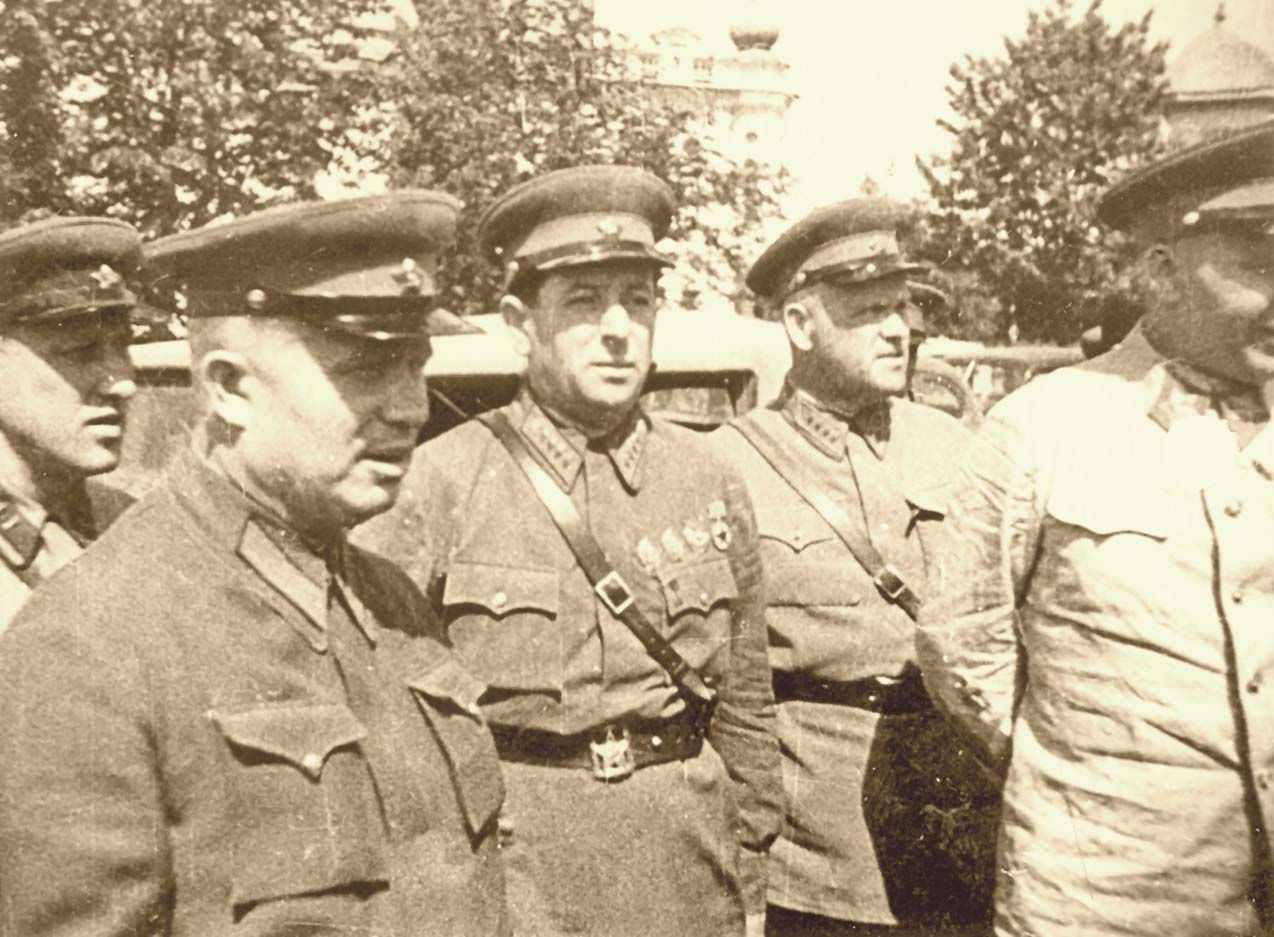
Nikita Chruszczow i Lew Mechlis w Besarabii (1940)

Lew Zacharowicz Mechlis, ros. Лев Захарович Мехлис (ur. 1 stycznia?/13 stycznia 1899 w Odessie, zm. 13 lutego 1953 w Moskwie) – sowiecki działacz państwowy i partyjny.

## Życiorys
Urodził się w żydowskiej rodzinie urzędnika. Pracował jako nauczyciel. W latach 1907–1910 członek lewicowej partii syjonistycznej Poalej Syjon. W czasie wojny domowej w Rosji wykonywał zadania partii bolszewickiej w Armii Czerwonej. W latach 1920–1921 na Krymie pomagał Rozalii Ziemlaczce mordować carskich oficerów, którzy oddali się do niewoli.
W latach 1921–1926 pracował na stanowiskach partyjnych i w radach. Po ukończeniu Instytutu Czerwonej Profesury w 1930 kierownik Wydziału Wydawnictw Komitetu Centralnego WKP(b), jednocześnie członek kolegium redakcyjnego gazety Prawda.
W latach 1937–1940 szef Głównego Zarządu Politycznego Armii Czerwonej. W latach 1940–1941 komisarz ludowy Kontroli Państwowej ZSRR. W 1941 znowu wyznaczony na szefa Głównego Zarządu Politycznego Armii Czerwonej. W maju 1942 przedstawiciel Stawki Najwyższego Naczelnego Dowództwa we Froncie Krymskim. Nie wywiązał się z zadania zorganizowania skutecznej obrony, za co był usunięty ze stanowiska. Podczas masakry w Teodozji zachęcał sowieckich żołnierzy do wymordowania rannych jeńców niemieckich w szpitalu wojskowym.
Dalej członek Rad Wojennych szeregu armii i frontów. W latach 1946–1950 minister Kontroli Państwowej ZSRR. Na 17 zjeździe WKP(b) wybrany na zastępcę członka Komitetu Centralnego, a na 18 i 19 zjazdach członkiem KC. W latach 1938–1952 członek Biura Organizacyjnego KC WKP(b).
Nazywany „Ponurym Demonem”, był jednym z najbardziej znienawidzonych ludzi w Armii Czerwonej. Wyróżniał się skrajną nadgorliwością; jako szef Głównego Zarządu Politycznego od grudnia 1939 objeździł Syberię, wydając masowe wyroki śmierci na oficerów i komisarzy. Gdy po ataku Niemiec na ZSRR żołnierze Wehrmachtu używali „żywych tarcz” z cywilnych mieszkańców ZSRR, Mechlis rozkazał Armii Czerwonej mordować cywilów seriami z karabinów maszynowych.
Deputowany i członek Prezydium Rady Najwyższej ZSRR 1 i 2 kadencji. Odznaczony 4 Orderami Lenina i 8 innymi orderami (m.in. Order Virtuti Militari IV klasy) oraz medalami. Pochowany na Cmentarzu przy Murze Kremlowskim w Moskwie.